# Ternstroemia punctata
Ternstroemia punctata là một loài thực vật có hoa trong họ Pentaphylacaceae. Loài này được (Aubl.) Sw. miêu tả khoa học đầu tiên năm 1788.